# Warner Music France
Pour les articles homonymes, voir Warner.
Warner Music France est une société d'édition et de production musicale créée en 1971. Elle est la filiale française de Warner Music Group.

## Histoire
Warner Music France est fondée en 1971, date à laquelle sont créées les filiales européennes de Warner Music. En France, le groupe s’associe avec Daniel Filipacchi sous la direction de Bernard de Bosson et signe des contrats avec ses premiers artistes français dont Michel Berger, France Gall, Françoise Hardy, Véronique Sanson et Michel Jonasz.
Jusqu'en 2003, année de sa mort, Yan-Philippe Blanc est le PDG de Warner Music France. Son successeur est Thierry Chassagne, ancien directeur général d'Epic Records, filiale de Sony (1999-2002), puis président du label qu'il a fondé : Up Music (2002-2004).
Thierry Chassagne est le producteur de Johnny Hallyday pendant douze ans et produit son dernier album Mon pays c'est l'amour,. Il est président de la société civile des producteurs phonographiques (SCPP) depuis avril 2016. Thierry Chassagne est fait chevalier de l'ordre national du Mérite en mai 2016.
Afin de répondre à la mutation du marché de la musique, Warner Music France ouvre en 2007 une division 360° pour élargir et diversifier l’ensemble des opportunités qu’elle entend offrir à ses artistes. Warner 360 est destiné aux activités de cession de licence, marchandisage, premiums, synchronisations, contenus vidéos, parrainages, showcase et partenariats avec les marques.
Toujours dans une stratégie 360°, Warner Music France rachète en 2008 la société de production Jean-Claude Camus Productions (devenu depuis Décibels Productions) puis rachète en 2010 le tourneur Nous Productions.
En 2013, à la suite du rachat par Warner Music Group de Parlophone Label Group et de filiales européennes d’EMI, Warner Music France rachète Parlophone Music France.
Warner Music France est composé désormais de trois labels locaux : Parlophone, Rec.118 et Elektra ainsi qu’un label international WEA.
En octobre 2016, Warner Music France cède à Live Nation le tourneur Nous Productions.

## Structure

### Tourneurs
- Decibels Productions (rachetée en 2008)

### Labels
- Parlophone
- Elektra France
- Erato
- Warner Classics
- Warner Catalogue
- WEA : Label international
- Play On
- Warner Chappell Music France (édition)
- Rec. 118
- Big Beat Paris

Label en distribution
- Play Two
- My Major Company
- 8 Septembre Production

## Artistes
Les listes ci-dessous ne sont pas complètes.

### Artistes actuels
- Air
- Anis
- Arsenik
- Aya Nakamura
- BB Brunes
- Bensé
- Camille
- Canardo
- Dany Brillant
- Fally Ipupa
- Gambi
- Hamza
- Hornet La Frappe
- Hindi Zahra
- Indochine
- Jean-Louis Aubert
- Michel Jonasz
- Moha La Squale
- Nicolas Peyrac
- Orelsan
- Quatuor Ébène
- Sch
- Shy’m
- Tango Point Hôtel
- Ninho
- Zikxo

### Anciens artistes
- Richard Anthony
- Gilbert Bécaud
- Michel Berger  (1972 - 1992)
- France Gall
- IAM
- Rohff
- Seth Gueko
- Oxmo Puccino
- Trust
- Soprano (2007 - 2020)
- Magic System (2013 - 2020)
- Tal (2011 - 2018)
- Johnny Hallyday (2005 - 2017)
- Masoe